# Juno Awards
Os Juno Awards (estilizado como: JUNOS) é uma premiação musical concedida anualmente pela Academia Canadense de Artes e Ciências Fonográficas (Canadian Academy of Recording Arts and Sciences) para honrar a excelência de cantores e músicos canadenses. O prêmio é transmitido ao vivo na televisão desde 1970 e é usado como medidor de popularidade dos artistas, sendo considerado o Grammy canadense. Dentre os ganhadores do prêmio de artista do ano estão Coeur de pirate (2009), Nelly Furtado (2007), Michael Bublé (2006), Avril Lavigne (2005), Shania Twain (2003), Diana Krall (2002), Neil Young (1995, 2001), Bryan Adams (1983–87, 1997, 2000), Céline Dion (1991–94, 1997, 1999) e Alanis Morissette (1996). Há também um prêmio dedicado aos melhores artistas estrangeiros, que é dominado por britânicos e norte-americanos.

## História
O Juno Awards foi originalmente chamado de RPM Gold Leaf Awards, em referência à revista RPM. Os vencedores eram anunciados na revista antes da noite da premiação. A primeira cerimônia ocorreu em 23 de fevereiro de 1970 para reconhecer as conquistas musicais de artistas no ano de 1969, e o troféu tinha o formato de um metrônomo.  Posteriormente, o nome foi alterado em homenagem a Pierre Juneau, primeiro presidente da Comissão Canadense de Rádio-Televisão e Telecomunicações (CRTC) e ex-presidente da Canadian Broadcasting Corporation (CBC). Juneau foi um defensor fervoroso das regulamentações de conteúdo canadense.